# مارفن لويس
مارفن لويس (بالإنجليزية: Marvin Lewis)‏ هو لاعب كرة قدم أمريكية أمريكي، ولد في 23 سبتمبر 1958 في ماكدونالد في الولايات المتحدة.

## وصلات خارجية
- مارفن لويس على موقع إن إن دي بي (الإنجليزية)